# Ботинец
Ботинец (хрв. Botinec) је насељено место у саставу града Загреба, Хрватска.

## Историја
До територијалне реорганизације у Хрватској био је у саставу ужег подручја града Загреба.

## Становништво
На попису становништва из 2021. године, Ботинец је имао 4 становника.
| Број становника према пописима | Број становника према пописима | Број становника према пописима | Број становника према пописима | Број становника према пописима | Број становника према пописима | Број становника према пописима | Број становника према пописима | Број становника према пописима | Број становника према пописима | Број становника према пописима | Број становника према пописима | Број становника према пописима | Број становника према пописима | Број становника према пописима | Број становника према пописима | Број становника према пописима |
| ------------------------------ | ------------------------------ | ------------------------------ | ------------------------------ | ------------------------------ | ------------------------------ | ------------------------------ | ------------------------------ | ------------------------------ | ------------------------------ | ------------------------------ | ------------------------------ | ------------------------------ | ------------------------------ | ------------------------------ | ------------------------------ | ------------------------------ |
| 1857                           | 1869                           | 1880                           | 1890                           | 1900                           | 1910                           | 1921                           | 1931                           | 1948                           | 1953                           | 1961                           | 1971                           | 1981                           | 1991                           | 2001                           | 2011                           | 2021                           |
| 77                             | 103                            | 109                            | 99                             | 120                            | 145                            | 177                            | 199                            | 220                            | 240                            | 270                            | 4.964                          | 5.425                          | 12                             | 22                             | 9                              | 4                              |

Напомена: До 1900. и од 1991. надаље исказивано под именом Ботинец, а од 1910. до 1981. под именом Ботинец Ступнички. Године 1991. смањено издвајањем дела подручја насеља које је припојено Загребу. За тај део садржи податке од 1857. до 1981.